# 顔 (シドニィ・シェルダン)
『顔』（かお、The Naked Face）は、シドニィ・シェルダンが1970年に発表した処女小説。日本では、1972年に邦題を『裸の顔』として早川書房から大庭忠男訳で、また、1999年には『顔』としてアカデミー出版から天馬龍行訳でそれぞれ出版されている。

## あらすじ
精神分析医ジャド・スティーブンスの周囲で次々に殺人事件が起こり、ジャドは容疑者にされてしまう。彼は無実を訴えるが、彼に恨みを抱く警部補は取り合わない。しかし、今度はジャドが殺し屋に命を狙われ、本当の標的がジャド自身であることを悟った彼は、自ら真犯人を追うことになる。

## 登場人物
- ジャド・スティーブンス･･････････著名な精神分析医で、この小説の主人公。
- キャロル・ロバーツ････････････ジャドのオフィスで受付係をする黒人女性。元娼婦。
- アンドリュー・マグリービー･･････ニューヨーク第19警察管区殺人課の警部補。40代半ば。
- フランク・アンジェリ･････････････マグリービーと組んでいる若い刑事。
- ピーター・ハドレィ･･････････････ジャドの親友で医師。
- ノラ・ハドレィ･･････････････････ピーターの妻。ジャドの相手を探す世話を焼く。
- シーモア・ハリス･･････････････市民病院でジャドを担当した医師。
- ジョン・ハンソン･･･････････････ジャドの患者。当小説の冒頭で殺害される。
- ハリソン・バーク･･････････････ジャドの患者。世界的な鉄鋼会社の重役。偏執症。
- アン・ブレイク････････････････ジャドの患者。20代半ばの美しい女性。
- テリ・ウォッシュバーン･････････ジャドの患者。20年前はハリウッドの大スターだった。
- アンソニー・デマルコ･･････････アン・ブレイクの夫。建設業で成功したハンサムな男。
- ノーマン・Z・ムーディ･･････････ジャドが訪ねた私立探偵。肥満男。
- ドン・ビントン･････････････････ムーディが犯人の手掛かりとして挙げた名前。
- ブルース・ボイド･･････････････ジョン・ハンソンの元恋人。乱暴者。
- ロッキー・バカーロ････････････ジャドのアパートでドアマンに成り代わった浅黒い大男。
- ニック・バカーロ･･････････････ジャドのアパートでエレベーターボーイに成り代わった小男。ロッキーの弟。

## 映画『露骨な顔』
- 1984年製作。日本では劇場公開されず、ビデオスルーとなる。

### キャスト
- ジャド・スティーブンス：ロジャー・ムーア
- アンドリュー・マグリービー：ロッド・スタイガー
- フランク・アンジェリ：エリオット・グールド
- アン・ブレイク：アン・アーチャー

### スタッフ
- 監督：ブライアン・フォーブス
- 製作：ヨーラン・グローバス、メナハム・ゴーラン、ロニー・ヤコヴ
- 脚本：ブライアン・フォーブス
- 撮影：デヴィッド・ガーフィンケル
- 音楽：マイケル・Ｊ・ルイス